# Феодальное законодательство (1789—1793)
Феодальное законодательство 1789—1793 годов — совокупность мер, уничтоживших во Франции феодальный строй в эпоху Великой революции.

## История

### Феодальный комитет
Были упразднены сеньориальные суды. После того как в ночном заседании 4 августа 1789 года были отменены все сословные привилегии и феодальные права и Учредительное собрание формулировало общие принципы нового публичного права французов в декретах 4—11 августа, для выработки феодального законодательства был избран особый феодальный комитет, состоявший главным образом из адвокатов. Самыми деятельными его членами были Мерлен и Тронше.
Феодальному комитету пришлось иметь дело с массой материала, начиная со старых и новых сочинений февдистов и кончая брошюрами, вызванными событием 4 августа. Его работа очень затянулась. Самыми главными законами, выработанными феодальным комитетом, были декреты 15 марта и 3 мая 1790 года.

#### Декрет 15 марта
Первый декрет уничтожал безвозмездно все права, вытекавшие из суверенной власти сеньоров и крепостного состояния крестьян; все же остальные права, как происходящие от уступки сеньорами земельных участков, были в этом декрете объявлены подлежащими выкупу. Многие сеньориальные права были довольно спорного характера, и декрет, в целом, рассматривал их с точки зрения, более благоприятствовавшей сеньорам; в особенности важно было то, что от сеньора не требовалось письменных доказательств на право получения той или другой повинности.

#### Декрет 3 мая
Декрет 3 мая определял условия выкупа, которые оказались довольно тяжелыми для крестьян; его факультативность делала его фактически почти невозможным ввиду крайнего нерасположения сеньоров. Наконец, предполагалось, что крестьяне будут выкупать все повинности разом и целиком, что было совсем немыслимо.

### Протесты
Между тем, феодальный режим уже с июля 1789 года насильственно отменялся самими крестьянами, и весенние декреты 1790 года вовсе не были такого свойства, чтобы успокоить народ. Ни крестьяне, ни дворяне не хотели им подчиняться, да и Людовик XVI сначала лишь условно согласился на декреты 4—11 августа. Крестьяне стали посылать в Национальное собрание жалобы и протесты, и это заставляло его издавать новые, дополнительные декреты.
Когда учредительное собрание уступило место законодательному в 1791 году в это последнее посыпались новые просьбы о пересмотре декретов 1790—1791 годов, иногда переходившие в настоящие угрозы. Пресса также настаивала на необходимости пересмотра феодального законодательства. Законодательное собрание назначило новый феодальный комитет, который и приступил к делу под влиянием общественного мнения, указывавшего на то, что сеньоры эмигрируют за границу и соединяются там с врагами Франции и что из-за сеньориальных прав немецких князей, имевших поместья во Франции, на неё готова ополчиться вся Европа.

### Отмена повинностей
Первый поставивший в собрании вопрос ребром был Кутон, заявивший, что народ нужно привязать к конституции не только речами, но и законами: декрет 4 августа мог это сделать, но его заменил декрет 15 марта, словно продиктованный сеньорами. Декрет 18 июня 1792 года расширил категорию прав, отменявшихся без выкупа, а декрет 25 августа того же года объявил вполне свободными от повинностей все земельные участки, по отношению к которым не было предъявлено документов.
Национальный конвент декретом 17 июля 1793 года отменил без вознаграждения даже и те повинности, которые по закону 25 августа подлежали выкупу. Статьи 6—9 этого декрета требовали притом, чтобы все владельцы феодальных документов под страхом 5-летнего тюремного заключения выдали их муниципальным властям для сожжения; но так как эти документы могли оказаться нужными для других целей, декрет 11 мессидора II г. отменил указанное распоряжение. Следствием декрета 17 июля 1793 года было успокоение сельского населения.